# Egyetemes tizedes osztályozás
Az egyetemes tizedes osztályozás (ETO) nemzetközi könyvtári osztályozórendszer, amely az ismeretterjesztő és szakdokumentumokat a tartalmuk szerint csoportosítja, és osztályokba rendezi.
Az osztályozás gondolkodási tevékenység. Az a bibliográfiai tevékenység, amelynek során a tárgyakat és jelenségeket hasonlóságuk alapján egybegyűjtjük, és különbségük mértéke alapján elkülönítjük egymástól.
Az ETO-t két belga tudós, Henri La Fontaine (1853–1943) és Paul Otlet (1868–1944) fejlesztette ki a Dewey-féle tizedes osztályozásból. A terveiket 1895-ben a második Nemzetközi Bibliográfiai Kongresszuson ismertették, és el is fogadták. A következő tíz év folyamán nemzetközi összefogással átalakították Dewey rendszerét. Az egész rendszert először 1905-ben adták ki Brüsszelben. Előnyei miatt (egyetemesség, egyértelműség, nemzetköziség, bővíthetőség) a könyvtárosok pozitívan fogadták.
Szabó Ervin 1910-ben a Fővárosi Könyvtárban Dewey osztályozásából és a brüsszeli kiadás segítségével kialakította tizedes osztályozását. 1916-ban Magyarországon először a Kereskedelmi Múzeum könyvtárában vezették be az ETO rendszerét (az Országos Széchényi Könyvtárban 1936-ban). Általános bevezetésére a közkönyvtárakban 1949–1950-ben került sor. A rendszerváltozás körüli időkben megszűnt az ETO intézményes fejlesztése, és azóta sem tisztázódott a helyzete. Ma Magyarországon nem csökkenő mértékben, de forráshiány miatt érdemi fejlesztés nélkül használják.
Az ETO kifejlesztésénél megtartották Dewey rendszeréből a főosztályokat és az osztályok nagy részét, de a főosztályokat egyjegyű, az osztályokat kétjegyű számokkal, az alosztályokat háromjegyű jelölik. Minden harmadik számjegy után pontot raknak.
Az ETO hierarchiája 10 főosztályból, osztályokból, alosztályokból, szakcsoportokból és szakokból áll.
Az ETO főosztályai:
0. Általános művek, bibliográfia, könyvtárügy.
1. Filozófia, pszichológia, logika, etika.
2. Vallás, egyházak, teológia.
3. Társadalomtudományok, közigazgatás, jog, oktatás.
4. 1964 óta betöltetlen főosztály, eredetileg nyelvészet
5. Matematika, természettudományok, fizika, kémia.
6. Alkalmazott tudományok, műszaki tudományok, orvostudományok.
7. Művészetek, játék, sport, szórakozás.
8. Nyelvészet, irodalom
9. Régészet, földrajztudomány, életrajz, történelem
Mindegyik főosztály 10 osztályra, és azok mindegyike további 10 részre tagolható. Ha egy témát nem lehet egyetlen számmal kifejezni, az összetett fogalmak jelzésére összetett ETO-jelzetet használnak, pl.: 622 Bányászat, 669 Kohászat; Bányászat és kohászat = 622+669.
A formai, nyelvi, időbeli stb. jellemzőiket (adott dokumentum fajtája, nyelve) alosztásokkal fejezik ki, ezeknek meghatározott szintaktikájuk és jelölésük van.
Az utóbbi időben az ETO-t egyre több kritika éri hátrányai miatt, többek között a főosztályok sorrendje nem felel meg a modern követelményeknek, a rokon tudományok elszakadnak egymástól és mechanikusan túl merev. Ellenben viszonylag egyszerűen kezelhető, és az átfogó fogalmak szerinti keresés könnyű. Ma a világon kb. 50 országban használják, a fejlesztésért a hágai UDC Consortium a felelős.

## Főosztályok és főcsoportok
Az UDC által 2000-ben készített kiadvány az ETO főosztályait a következő főcsoportokra bontja:
| Főosztályok                                                 | Főcsoportok |
| ----------------------------------------------------------- | --- |
| 0 Általános művek                                           | 00 A tudomány és a kultúra legáltalánosabb alapjai. Prolegomena 001 Tudomány és ismeretek általában. A tudományos munka szervezése és módszertana 002 Dokumentáció. Könyvek. Írásművek 003 Írásrendszerek és írások. Jelek és szimbólumok. Kódok. Grafikai ábrázolás 004 Számítógép-tudomány Számítástechnika 005 Menedzsment (2001-től) 006 Termékek, eljárások, súlyok, mértékegységek és az idő szabványosítása. Szabványok. Előírások 007 Tevékenység és megszervezése. Információ-, kommunikáció- és szabályozáselmélet (kibernetika) általában. "Human engineering" 008 Civilizáció. Kultúra. Haladás 009 A kultúrával általánosságban foglalkozó tudományok. Humán tudományok általában. 01 Bibliográfia. Bibliográfiák és katalógusok 02 Könyvtárak. Könyvtártan 030 Referenszkönyvek általános tartalommal. Enciklopédiák. Általános lexikonok, szótárak 050 Időszaki kiadványok. Periodikák 06 Szervezetek és más együttműködési formák 070 A sajtó. Hírlapok. Újságírás 08 Gyűjteményes művek. Poligráfiák 09 Kéziratok. Könyvritkaságok |
| 1 Filozófia. Pszichológia                                   | 11 A lét filozófiai problémái 111 Általános metafizika. Ontológia 113/119 Filozófiai kozmológia. Természetfilozófia 122/129 Speciális metafizika 13 A szellem filozófiája. A szellemi lét metafizikája 14 Filozófiai rendszerek és állásfoglalások 159.9 Pszichológia. Lélektan 16 Logika. Logisztika. Ismeretelmélet. Episztemológia 17 Erkölcs. Erkölcstan. Etika. Morális filozófia |
| 2 Vallás. Teológia                                          | 21 Történelem előtti és primitív vallások 22 Távol-keleti eredetű vallások 23 Indiai szubkontinens vallásai. Hindu vallás általános értelemben 24 Buddhizmus 25 Ókori vallások. Kisebb vallások és kultuszok 26 Zsidó vallás. Judaizmus 27 Kereszténység. Keresztény egyházak és felekezetek 28 Az iszlám 29 Modern spirituális mozgalmak |
| 3 Társadalomtudományok                                      | 30 A társadalomtudományok elmélete, módszertana és módszerei. Szociográfia 31 Demográfia. Szociológia. Statisztika 32 Politika 33 Gazdaság. Közgazdaságtudomány 34 Jog 35 Államigazgatás. Közigazgatás. Hadtudomány 36 Szociális munka. Szociális segítségnyújtás. Lakáskérdés. Biztosításügy 37 Nevelés és oktatás. Képzés 39 Néprajz. Etnológia. Etnográfia. Folklór. Népszokások. Magánélet szokásai. Hagyományok |
| 5 Matematika és természettudományok                         | 50 Általános természettudományi művek 501 Egzakt tudományok. Az általában vett matematikai tudományok, beleértve a csillagászatot, a mechanikát és a matematikai fizikát 502/504 Környezettudomány. A természeti források megőrzése. A környezet fenyegetettsége és védelme 502 A természeti környezet és védelme. Természetvédelem 504 A veszélyeztetett környezet 51 Matematika 52 Csillagászat 53 Fizika 54 Kémia 55 Földtudományok. Geológia. Geofizika. Szeizmológia. Meteorológia. Hidrológia 56 Őslénytan. Paleontológia 57 Biológia 58 Növénytan. Botanika 59 Állattan. Zoológia |
| 6 Alkalmazott tudományok. Orvostudomány. Műszaki tudományok | 60 Alkalmazott tudományokra vonatkozó általános kérdések (jelenleg alosztályai nincsenek érvényben) 61 Orvostudomány 62 Mérnöki tudományok. Technika általában 621 Általános gépészet. Magtechnika. Elektrotechnika. Mechanikai technológia általában 622 Bányászat 623 Haditechnika 624 Építőmérnöki tudományok 625 Szárazföldi közlekedésmérnöki tudományok. Szárazföldi közlekedési utak technikája. Vasútépítés. Útépítés 626/627 Vízépítés. Vízépítmények, vízi szerkezetek 628 Egészségügyi mérnöki technika. Vízellátás. Hulladékkezelés. Világítástechnika 629 Járműtechnika 63 Mezőgazdaság. Erdőgazdaság. Állattenyésztés. Vadászat. Halászat 64 Háztartás. Háztartástan 65 Ipari, kereskedelmi, közlekedési és távközlési üzemek szervezése és vezetése 66 Vegyipar és rokon iparágak. Kémiai technológia 67 Különféle iparágak és mechanikai technológiák 68 Továbbfeldolgozó iparok. Készárut, készterméket gyártó iparágak 69 Építőipar. Építőanyagok. Építési munkák                                                                 |
| 7 Művészetek. Szórakozás. Sport                             | 7.01/.09 A művészetekkel stb. kapcsolatos különböző speciális jellemzők 71 Regionális, városi és országos tervezés. Tájalakítás. Parképítés. Kertépítés 72 Építészet 73 Szobrászat 74 Rajzművészet. Formatervezés. Alkalmazott művészet. Iparművészet 75 Festészet 76 Grafikai művészetek. Grafikák 77 Fényképezés és rokon eljárások 78 Zene 79 Szórakozás. Kikapcsolódás. Filmművészet. Színház. Játékok. Sport |
| 8 Nyelv és irodalom                                         | 80 Nyelvtudomány. Filológia 81 Nyelvészet. Nyelvtudomány. Nyelvek. (A történeti nyelvészeti jellegű filológiai műveket osztályozzuk ide) 811 Egyes nyelvek 82 Irodalomtudomány. Szépirodalom 82-11-9 Irodalmi műfajok 821 Egyes nyelvek irodalma |
| 9 Régészet. Földrajz. Életrajz. Történelem                  | 902 Régészet 903 Ősrégészet. Őskori maradványok. Megmunkált tárgyak (eszközök). Régiségek 904 A történelmi korok kulturális maradványai 908 Honismeret 91 Földrajz. Geográfia. A Föld és országainak tanulmányozása. Utazások. Regionális (leíró) földrajz 911 Általános földrajz. Geofaktorok 912. Egy földterület nem szöveges ábrázolása 913 Regionális földrajz 929 Életrajz. Biográfia és rokon tudományok 93/94 Történelem 930 Történettudomány. Történetírás 94 Általános történelem 94(41/99) Egyes országok történelme |